# Niels Juel
Pour les articles homonymes, voir Juel (homonymie).
Niels Juel (né le 8 mai 1629, mort le 8 avril 1697) était un amiral danois.

## Biographie
Il est né à Christiania, en Norvège, bien que sa famille, de la bourgeoisie danoise, soit originaire du Jutland. Il fait son apprentissage naval sous Maarten Tromp et Michiel de Ruyter, prenant part à toutes les batailles principales de la première guerre anglo-néerlandaise (1652-1654), et retourne au Danemark en 1656 en marin confirmé. Il sert avec brio durant la première guerre du Nord de 1658 à 1660, prenant notamment une part importante dans la défense de Copenhague contre les Suédois.
Durant les 15 années de paix qui suivent, il travaille avec assiduité, en tant qu'amiral de la flotte, au développement de la marine danoise, et se marie en 1661 avec Margrethe Ulfeldt. Quand la guerre de Scanie éclate, il est nommé au commandement suprême de la flotte danoise au mois de novembre 1675. C'est là qu'il va élever la puissance maritime danoise à un niveau sans précédent pour elle et se forger une réputation dans l'Europe entière par sa tactique de combat qui consiste à isoler une partie des unités adverses et à concentrer toute l'attaque dessus. Il emploie d'abord cette manœuvre lors de la bataille de Jasmund, le 25 mai 1676, avec un succès limité, et est placé sous les ordres de l'amiral Cornelis Tromp, qui commande la flotte commune dano-néerlandaise, lors de la bataille d'Öland, le 1er juin, prenant une part importante à cette grande victoire sur la flotte suédoise.

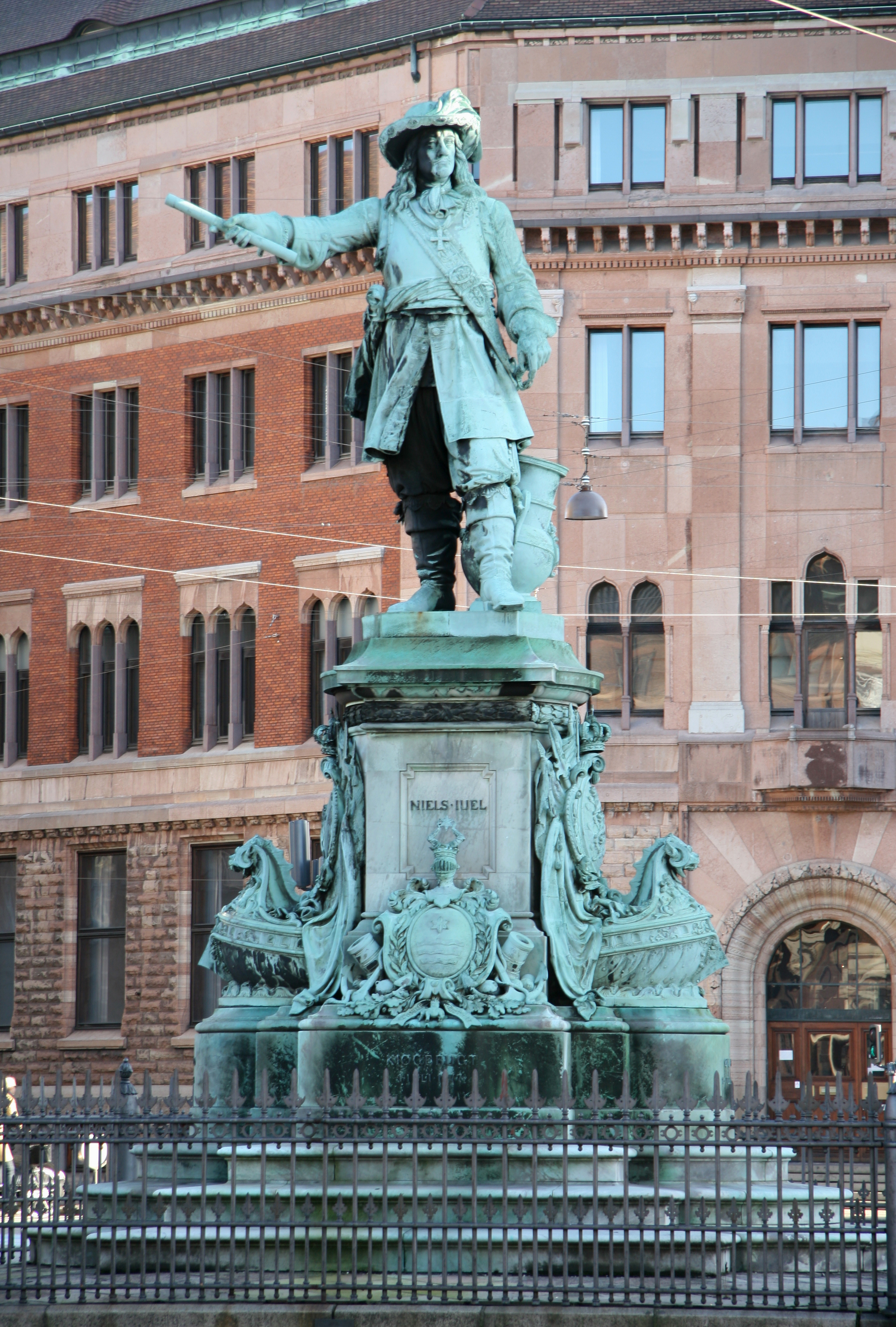
Statue de Niels Juel sur Holmens Kanal à Copenhague

Un an plus tard, le 1er juin 1677, il triomphe d'une escadre suédoise à la bataille de Møn, mais c'est un mois après, les 1er et 2 juillet 1677, qu'il remporte sa plus grande victoire lors de la bataille de la baie de Køge où il met en déroute une flotte suédoise numériquement supérieure en prévoyant comment le vent allait tourner et en anticipant ce changement en prenant de grands risques. Cette victoire annihile la menace de la flotte suédoise et donne suffisamment de confiance aux Danois pour les rendre moins dépendants de leurs alliés néerlandais, et il en est récompensé en étant nommé lieutenant amiral général de la flotte, ainsi qu'au conseil privé du roi Christian V. Pour tout le reste de la guerre ses opérations se limitent à un blocus des ports suédois et au transport de troupes car la flotte suédoise ne se risque plus à lui contester la domination maritime de la mer Baltique.
À la fin de la guerre, il fait preuve de ses talents en tant qu'administrateur en mettant en œuvre d'importantes réformes pour améliorer encore la marine danoise et en lui faisant atteindre une taille très importante, surtout après 1683, date à laquelle il est nommé chef de l'amirauté. Sur le plan personnel, il était connu pour sa noblesse d'âme, son amabilité, sa franchise et sa simplicité, et était aimé et respecté par ses équipages. Durant ses dernières années, il était connu à Copenhague sous le surnom de « bon vieux chevalier ». Il est enterré à l'église de Holmen, à Copenhague.

## Distinctions
- Chevalier de l'ordre de Dannebrog